# ペツニジン
ペツニジン(Petunidin)は、天然有機化合物の1つで、O-メチル化アントシアニジンである。暗赤色から紫色の水溶性色素で、ラズベリーやブドウ、多くの花の花弁の色の原因となっている。また、ブルートマトの果汁が日光に当たると深い紫色になるのも主にこの色素のためである。分子の名前は、ペチュニアに由来する。

## 生合成
ペツニジンは、果実の外果皮でデルフィニジンから作られる。カテコール-O-メチルトランスフェラーゼの作用でS-アデノシルメチオニンがメチル基のドナーとなりB環のメチル化が起こる。

## 配糖体
ブドウ中にはペツニジンの配糖体も存在する。以下のようなものがある。
- ペツニジン-3-O-グルコシド
- ペツニジン-3-O-(6-p-クマロイル)グルコシド
- ペツニジン-3-O-(6-p-アセチル)グルコシド
- ペツニジン-3-O-ガラクトシド
- ペツニジン-3-O-ルチノシド

Commiphora angolensisの樹皮は、ペツニジン-3-ラムノグルコシドを含む。

## 利用
アントシアニンと同様に、食品の着色料として用いられる。